# Paulette Pierson-Mathy
Paulette Pierson-Mathy (Saint-Servais, 3 maart 1932 - 19 september 2021) was een professor emeritus en advocate.

## Levensloop
Pierson-Mathy was doctor in de Rechten aan de ULB. Daarnaast was ze van 1969 tot 1971 secretaris van La Revue belge de droit international. Tevens was ze mede-oprichtster van het Comité Contre le Colonialisme et l'Apartheid (CCCA), waarvan ze tevens voorzitster was. Ook publiceerde ze verschillende artikels in Les Cahiers marxistes.
Bij de gemeenteraadsverkiezingen van 2000 sprak ze haar steun uit voor de lokale PVDA-kieslijst Claire.